# الثورة الوطنية الإندونيسية
الثورة الوطنية الإندونيسية أو حرب استقلال إندونيسيا هي صراع مسلح ونضال دبلوماسي بين إندونيسيا والإمبراطورية الهولندية، إضافة إلى ثورة اجتماعية داخلية. ووقعت هذه الأحداث منذ إعلان إندونيسيا للاستقلال سنة 1945 وانتهت باعتراف هولندا باستقلال إندونيسيا في 1949.
وهي واحدة من أكبر الثورات في القرن العشرين، حيث استمر النضال لأكثر من أربع سنوات وكان حافلاً بنزاعات متقطعة ولكنها كانت مسلحة ودموية، وشهدت اضطرابات سياسية وطائفية داخل إندونيسيا، واثنين من أهم التدخلات الدبلوماسية الدولية. لم تتمكن القوات الهولندية من التغلب على الإندونيسيين، ولكنها كانت قوية بما يكفي للحيلولة دون طردها من البلاد. ورغم تمكن القوات الهولندية في البلدات والمدن الموجودة في قلب البلاد في جاوة وسومطرة، لم تستطع السيطرة على القرى والريف. ولذلك انتهى الأمر بحصول جمهورية إندونيسيا على مكاسب كبيرة عن طريق الدبلوماسية الدولية وكان ذلك ما فعلته للفصل في النزاعات الإندونيسية المسلحة في جاوا وغيرها من الجزر.
قضت الثورة على الإدارة الاستعمارية لـالهند الشرقية الهولندية التي كانت تحكم وهي في الجانب الآخر من العالم. كما غيرت هذه الثورة من الطوائف العرقية فضلاً عن تقليص قوة العديد من الحكام المحليين (راجا). ومع ذلك، فإنها لم تحسن كثيرًا من الحظوة الاقتصادية أو السياسية لغالبية السكان، إلا قلة قليلة من السكان فتحت أمامهم أبوابًا واسعة للتجارة.

## الخلفيّة
بدأت حركة الاستقلال الإندونيسية في مايو 1908، والتي يُحتفل بها باسم «يوم الصحوة الوطنية الإندونيسية» (بالإندونيسية: هاري كيبانجكيتان ناسونال). نَمت القومية الإندونيسية والحركات الداعمة للاستقلال عن الاستعمار الهولندي، مثل بودي أوتومو، والحزب الوطني الإندونيسي، وساريكات إسلام والحزب الشيوعي الإندونيسي، بشكل سريع في النصف الأول من القرن العشرين. اتّبع بودي أوتومو، وساريكات إسلام وغيرهم استراتيجيات التعاون من خلال الانضمام إلى فولكسدراد «مجلس الشعب» الهولندي المنشأ على أمل أن تحصل إندونيسيا على حكم ذاتي. اختار آخرون إستراتيجية غير تعاونية تُطالب بالحكم الذاتي والتحرر من تبعيّتها لمستعمرات جزر الهند الشرقيّة الهولنديّة. وكان سوكارنو ومحمد حاتا أبرز هؤلاء القادة، وهما طالبان وقائدان وطنيان استفادا من الإصلاحات التعليمية للسياسة الأخلاقيّة الهولنديّة.
يُعتبر احتلال اليابان لإندونيسيا لمدة ثلاث سنوات ونصف خلال الحرب العالمية الثانية عاملًا حاسمًا في الثورة اللاحقة. لم يكن لدى هولندا قُدرة تُذكر على الدفاع عن مستعمراتها ضد الجيش الياباني، وخلال ثلاثة أشهر فقط من هجماتها الأوليّة، احتل اليابانيون جزر الهند الشرقية الهولندية. انتشر اليابانيون في جاوا، وبدرجة أقل في سومطرة (جزيرتا إندونيسيا الأساسيّتان)، ودعموا المشاعر القوميّة. على الرغم من استخدام هذا الدعم لإعطاء اليابان أفضلية سياسية أكثر من كونه دعمًا إيثاريًّا مؤيّدًا لاستقلال إندونيسيا، إلّا أنّه أنشأ مؤسسات إندونيسيّة جديدة (بما في ذلك منظمات الأحياء المحلية) وأبرز زعماء سياسيين مؤثرين مثل سوكارنو. بنفس القدر من الأهمية للثورة اللاحقة، دمّر اليابانيون واستبدلوا الكثير من البُنى التحتيّة الاقتصاديّة والإداريّة والسياسيّة التي أنشأتها هولندا.
في 7 سبتمبر 1944، ومع خسارة اليابانيين لجزء من قوّتهم في الحرب، وعد رئيس الوزراء كويزو باستقلال إندونيسيا، ولكنه لم يُحدد موعد هذا الاستقلال. اعتبر أنصار سوكارنو هذا الإعلان، بمثابة دليل على تعاونه مع اليابانيين.

## إعلان الاستقلال
تحت ضغط من جماعات البومودا (الشباب) الراديكالية المسيّسة، أعلن سوكارنو وحاتا استقلال إندونيسيا، في 17 أغسطس 1945، بعد يومين من استسلام الإمبراطور الياباني في منطقة المحيط الهادئ. في اليوم التالي، انتخبت اللجنة الوطنية الإندونيسية المركزية كيه ان آي بّي (KNIP) سوكارنو رئيسًا، وحاتا نائبًا للرئيس.

### الثورة في فترة بيرسياب
انتشرت أنباء إعلان الاستقلال إلى الجزر الخارجية بحلول منتصف سبتمبر، ولم يصدقها الكثير من الإندونيسيين البعيدين عن العاصمة جاكرتا. مع انتشار الأخبار، اعتبر معظم الإندونيسيين أنفسهم موالين للجمهوريين، واجتاحت التوجهات الثورية جميع أنحاء البلاد. قُلبت موازين القوى الخارجية؛ إذ تطلب الأمر بضعة أسابيع قبل دخول قوات الحلفاء إلى إندونيسيا بهدف تسيير عمليات الشحن (ويُعزى ذلك جزئيًا إلى ما حدث في أستراليا من أحداث المقاطعة والإضراب عن عمليات استخراج الفحم وتحميله وإدارة شحنه التابعة لهولندا في موقع حكومة جزر الهند الشرقية الهولندية في المنفى). لم تتوقف هذه الإضرابات بشكل كامل إلا في يوليو 1946. اليابانيون، من ناحية أخرى، كانوا مطالبين بموجب شروط الاستسلام بإلقاء أسلحتهم والحفاظ على النظام؛ وهذا ما اعتُبر تناقضًا إذ سلّم اليابانيون أسلحتهم إلى الإندونيسيين المدربين على يد اليابانيين أنفسهم.
خلقت فراغات السلطة الناتجة في الأسابيع التي تلت الاستسلام الياباني، أجواء من عدم الوضوح، ولكنها خلقت أيضًا فرصة للجمهوريين. انضمّ العديد من البيمودا إلى جماعات النضال المؤيّدة للجمهوريّة (بدان بيرجانجان) وكان أكثرهم انضباطًا جنودًا من مجموعات جيوغون التي تشكلت في اليابان ولكن حُلّت لاحقًا (بيتا، وجيش المتطوعين) وهيهو (الجنود المحليون الذين تستخدمهم القوات المسلحة اليابانية). لم تكن جميع المجموعات على نفس الدرجة من الانضباط، بسبب كلّ من ظروف تكوينها وما اعتبرته مثالًا عن الروح الثوريّة. في الأسابيع الأولى، انسحبت القوات اليابانية من المناطق الحضرية لتجنب المواجهات.
بحلول سبتمبر 1945، سيطرت بومودا الجمهوريّة على منشآت البنية التحتية الرئيسية، بما في ذلك محطات السكك الحديدية والترام في أكبر مدن جاوا، بدون أيّ مقاومة يابانية تُذكر. في سعيها لنشر رسالتها الثورية، أنشأت بيمودا محطاتها الإذاعية والصحف الخاصة بها، واستخدمت الرسوم الجدارية للتعبير عن المشاعر القومية. شُكلت لجان الكفاح والميليشيات في معظم الجزر. شاعت الصحف والمجلّات الجمهورية في جاكرتا ويوغياكارتا وسوراكارتا، وتبّنت جيلًا من الكُتّاب المعروف باسم أنجكاتان 45 «جيل 45» الذين رأوا في عملهم وجهًا من وجوه العمل الثوري.
كافح القادة الجمهوريون بهدف التواصل مع المشاعر الشعبية؛ أراد البعض الكفاح المسلح العاطفي؛ بينما أراد آخرون نهجًا أكثر عقلانية. روّج بعض الزعماء، مثل اليساري تان مالاكا، لحاجة هذا الصراع الثوري لبومودا الإندونيسية لقيادته والفوز به. بالمقابل، انصبّ اهتمام سوكارنو وخاتا على التخطيط لإنشاء حكومة ومؤسسات سعيًا منهما لتحقيق الاستقلال عبر الطريق الدبلوماسي. نُظّمت مظاهرات مؤيدة للثورة في المدن الكبيرة، بما فيها تلك المظاهرة التي قادها تان مالاكا في جاكرتا مع أكثر من 200000 شخص، والتي أخمدها سوكارنو وحاتا بنجاح، خوفًا من العنف.
بحلول شهر سبتمبر عام 1945، بدأ صبر الكثير من البومودا المستقلين بالنفاذ، إذ عبّروا عن استعدادهم للموت من أجل «الحرية المطلقة». شاع تعرّض «المجموعات الخارجية» العرقية -المعتقلون الهولنديون، والأوراسيون، والأمبونيون والصينيون- وأي شخص يُشك بكونه جاسوسًا، للتخويف والخطف والسطو والقتل والمجازر المنظمة. استمرّت مثل هذه الهجمات طوال الثورة، لكن غَلب ظهورها خلال الفترة بين عامي 1945-1946، والمعروفة باسم بيرسياب.
بعد فترة بيرسياب في عام 1947 حاولت السلطات الهولندية استعادة جثث الضحايا والعديد من الناجين من هذه الفترة بعد تقديمها شهادة قانونية لمكتب النائب العام. لكن وبسبب استمرار الحرب الثوريّة، عُثر على عدد قليل من الجثث ورُفع عدد قليل من القضايا إلى المحكمة. يمكن العثور على حوالي 3500 قبر من ضحايا فترة بيرسياب في مقبرة الحرب لكيمبانج كونينج في سورابايا وغيرها من الأماكن.
استُولي على نادي سيمبانغ الاجتماعي في سوربايا من قبل البومودا التابعة لباراتاي راكيات إندونيسيا (بّي. آر. آي) وحُوّل إلى مقر لسوتومو أحد قادة باراتاي راكيات إندونيسيا، الذي أشرف شخصيًّا على عمليات الإعدام بدون محاكمة لمئات المدنيين. تنصّ شهادة شاهد عيان مؤرشفة على أحداث 22 أكتوبر 1945 على ما يلي: «قبل كل عملية إعدام، سأل سوتومو الجمهور بسخرية عما ينبغي فعله مع «عدو الشعب». صرخ الحشد «بونوه!» (اقتل!) وبعد ذلك قام الجلاد المسمى رستام بقطع رأس الضحية بضربة واحدة من سيفه. ثمّ ترك الضحية للأولاد المتعطشين للدماء والذين بلغت أعمارهم 10و 11 و12سنة. إذ قاموا بتشويه الجسد أكثر. رُبطت النساء بالأشجار في الفناء الخلفي واختُرقن عبر أعضاءهن التناسلية باستخدام «بامبو رونسيغ» (رماح الخيزران) حتّى وفاتهن.
بناءً على أوامر سوتومو، رُميت الجثث مقطوعة الرأس في البحر، وأُلقيت النساء في النهر. يصل عدد القتلى في فترة بيرسياب إلى عشرات الآلاف. تم التعرّف على جثث 3600 من الهندو الأوروبيين. وبالإضافة إلى ذلك، اختُطف أكثر من 20.000 مدني هندو أوروبي مسجّل ولم يعودوا مطلقًا. فقد الثوار الإندونيسيون ما لا يقل عن 20 ألفًا، الذين كان معظمهم من الشباب، خلال حربهم مع الرجال. تتراوح التقديرات حول عدد المقاتلين الاندونيسيين الذين قُتلوا في الفترة التي سبقت معركة سورابايا وخلال المعركة من 6300 إلى 15000. فقدت القوات اليابانية حوالي 1000 جندي، وخسرت القوات البريطانية 660 جنديًا، معظمهم من الهنود البريطانيين (مع وجود عدد مماثل من المفقودين في العملية). بالكاد تورّط الجيش الهولندي بشكل فعليّ، إذ عادوا إلى إندونيسيا في مارس وأبريل 1946.